# L'uccello della felicità
L'uccello della felicità è un film pornografico del 1989 diretto da Mario Bianchi e Riccardo Schicchi.

## Trama
Film ambientato nel 1400 in cui una giovane principessa trascorreva le sue giornate avvolta nella più profonda tristezza perché non riusciva a trovare l'uccello che la rendesse felice.